# Soueix-Rogalle
 Soueix-Rogalle  là một xã ở tỉnh Ariège, thuộc vùng Occitanie ở phía tây nam nước Pháp.